# Imperio de cristal
Imperio de cristal es una telenovela mexicana producida por Carlos Sotomayor para Televisa en 1994. La historia original fue escrita por Jaime García Estrada y Orlando Merino, basados en una idea de Alejandro Camacho y Rebecca Jones. 
Protagonizada por Rebecca Jones y Ari Telch, con las participaciones antagónicas de Alejandro Camacho y la primera actriz María Rubio. Cuenta con las actuaciones estelares de Kate del Castillo y los primeros  actores Ignacio López Tarso, Emilia Carranza y Bruno Rey. 
La telenovela se encuentra disponible en vídeo bajo demanda desde el 4 de abril de 2021, a través de la plataforma de streaming, Blim TV.

## Trama
Sofía Vidal asiste con su esposo Uriel y su hijita Katia a una fiesta a la mansión de los Lombardo, poderosos dueños de una fábrica de cristales. Esta fiesta le cambiará la vida, ya que Don César Lombardo descubre que Sofía es la hija de Elena, un amor del pasado, y decide protegerla. La ambiciosa Livia, esposa de César, se siente desplazada por la intrusa y comienza contra ella una guerra sin cuartel para sacarla de su familia. Sus hijos, Julio y Augusto tienen diferentes razones para acercarse a Sofía, pues Julio la ama y Augusto solo desea poseerla para recibir la herencia del imperio Lombardo. 
Entre los demás hijos de los Lombardo se encuentran Octavio, el enfermizo hermano mayor y heredero; Narda, una joven rebelde y caprichosa quien sufre la falta de amor por parte de sus padres; y su hermano gemelo Claudio, quien está recluido en una institución ya que padece psicosis infantil, provocada por los maltratos de Augusto.
Frágil, pero también peligroso, este imperio de cristal puede romperse en mil pedazos en las manos de quien intenta poseerlo.

## Elenco
- Rebecca Jones - Sofía Vidal Terán de González / de Lombardo / Elena Terán de Vidal
- Ari Telch - Julio Lombardo Arizmendi
- María Rubio - Livia Arizmendi Moncada de Lombardo (Villana Principal. Se queda en el hospicio de ancianos)
- Alejandro Camacho - Augusto Lombardo Arizmendi (Villano. Muere en accidente)
- Ignacio López Tarso - Don César Lombardo
- Kate del Castillo - Narda Lombardo Arizmendi
- Germán Gutiérrez - Claudio Lombardo Arizmendi
- Alejandro Tommasi - Octavio Lombardo Montiel
- Emilia Carranza - Andrea Lombardo
- Constantino Costas - Uriel González
- Cecilia Gabriela - Esther Pedret de Lombardo
- Malena Doria - Trinidad
- Fidel Garriga - Rogelio Herrera
- Ivette Proal - Elisa Estrada
- Aarón Hernán - Bernal Estrada
- Óscar Bonfiglio - Germán Samaniego
- Alicia Montoya - Antonia Moncada vda. de Arizmendi
- Antonio De Carlo - Bruno Previdi
- Lucero Lander - Diana Almeida
- Adriana Barraza - Flora
- Graciela Bernardos - Nora de López Monroy
- Roberto D'Amico - Virgilio Robles
- Zoraida Gómez - Katia González Vidal
- Alan Fernando - Marco Aurelio Lombardo Pedret
- Fabiola Campomanes - Juanita
- Dacia González - Renata Ocampo
- Alejandro Ruiz - Marcelo Ocampo
- Cuca Dublán - Amparito Romero
- Aída Naredo - Lulú Morán
- Héctor Sáez - Padre Ángel
- Amara Villafuerte - Mayra Salgado
- Juan Ignacio Aranda - Flavio Fernández
- Araceli Aguilar - Maru
- Estela Barona - Rosi
- Lola Belda - Jazmín
- Germán Blando - Matías
- Ernesto Bretón - Benito Morales
- Julio Monterde - Zacarías Terán
- Marina Marín - Herminia de Terán
- Luis Cárdenas - Dr. Armando Méndez
- Claudio Brook - Phillipe Deevon
- Bruno Rey - Arturo Almanza
- Arturo Paulet - Gómez
- Roxana Saucedo - Ana Luisa Sánchez Coria
- Raúl Valerio - Carmelo
- Nora Veryán - Chole
- Elia Domenzain - Chela
- Jeanette Candiani - Mary
- Luis Couturier - Armando
- Moisés Suárez - Lic. Covarrubias[2]

## Equipo de producción
- Idea original de: Alejandro Camacho, Rebecca Jones
- Adaptación y Libreto Original : Jaime García Estrada, Orlando Merino
- Supervisión literaria: Marissa Garrido
- Tema original: Imperio de cristal
- Autor: Bebu Silvetti
- Música original: Bebu Silvetti
- Escenografía: Felipe de Jesús López, María Teresa Ortiz
- Diseñadores de vestuario: Cecilia López Martín, José Pérez del Pulgar y López
- Ambientación: Rosalba Santoyo, Octavio Ortega
- Edición: Ángel Domínguez, Ricardo Cárdenas
- Coordinador administrativo: Guillermo Cabrera
- Director de cámaras en locación: Luis Miguel Barona
- Director de escena en locación: Juan Carlos Muñoz
- Gerente de producción: Juan Antonio Arvizu
- Director de cámaras: Carlos Guerra Villarreal
- Director de escena: Claudio Reyes Rubio
- Productor asociado: Rafael Urióstegui
- Productor: Carlos Sotomayor

## Premios y nominaciones

### Premios TVyNovelas 1995
| Categoría                | Nominado(a)         | Resultado |
| ------------------------ | ------------------- | --------- |
| Mejor telenovela         | Carlos Sotomayor    | Ganador   |
| Mejor actriz protagónica | Rebecca Jones       | Ganadora  |
| Mejor actor protagónico  | Ari Telch           | Nominado  |
| Mejor villana            | María Rubio         | Ganadora  |
| Mejor villano            | Alejandro Camacho   | Ganador   |
| Mejor primer actor       | Ignacio López Tarso | Ganador   |
| Mejor actriz joven       | Kate del Castillo   | Ganadora  |
| Mejor actor joven        | Germán Gutiérrez    | Ganador   |
| Mejor actriz infantil    | Zoraida Gómez       | Nominada  |
| Mejor actor infantil     | Alan Fernando       | Nominado  |

### Premios El Heraldo de México 1995
| Categoría        | Nominado(a)      | Resultado |
| ---------------- | ---------------- | --------- |
| Mejor telenovela | Carlos Sotomayor | Nominado  |
| Mejor actriz     | Rebecca Jones    | Ganadora  |

### Premios Eres 1995
| Categoría          | Nominado(a)       | Resultado |
| ------------------ | ----------------- | --------- |
| Mejor actriz joven | Kate del Castillo | Ganadora  |
| Mejor actor joven  | Ari Telch         | Ganador   |

## Etimología de los nombres de los personajes
Imperio de cristal, tiene una conexión especial con el Imperio romano, pues está basada en los temas centrales de Yo, Claudio e inclusive con los nombres de ciertos personajes. Figuran nombres de emperadores romanos como Julio César, Octavio, Augusto, Claudio y Marco Aurelio, nombres de emperatrices reinan como el de Livia.